# Міністерство внутрішніх справ і охорони здоров'я Данії
Міністерство внутрішніх справ і охорони здоров'я (дан. Indenrigs- og Sundhedsministeriet) — міністерство в уряді Данії, яке діяло в 2001—2007 і 2010—2011 роках та поновлене з кінця 2022 року.

## Історія

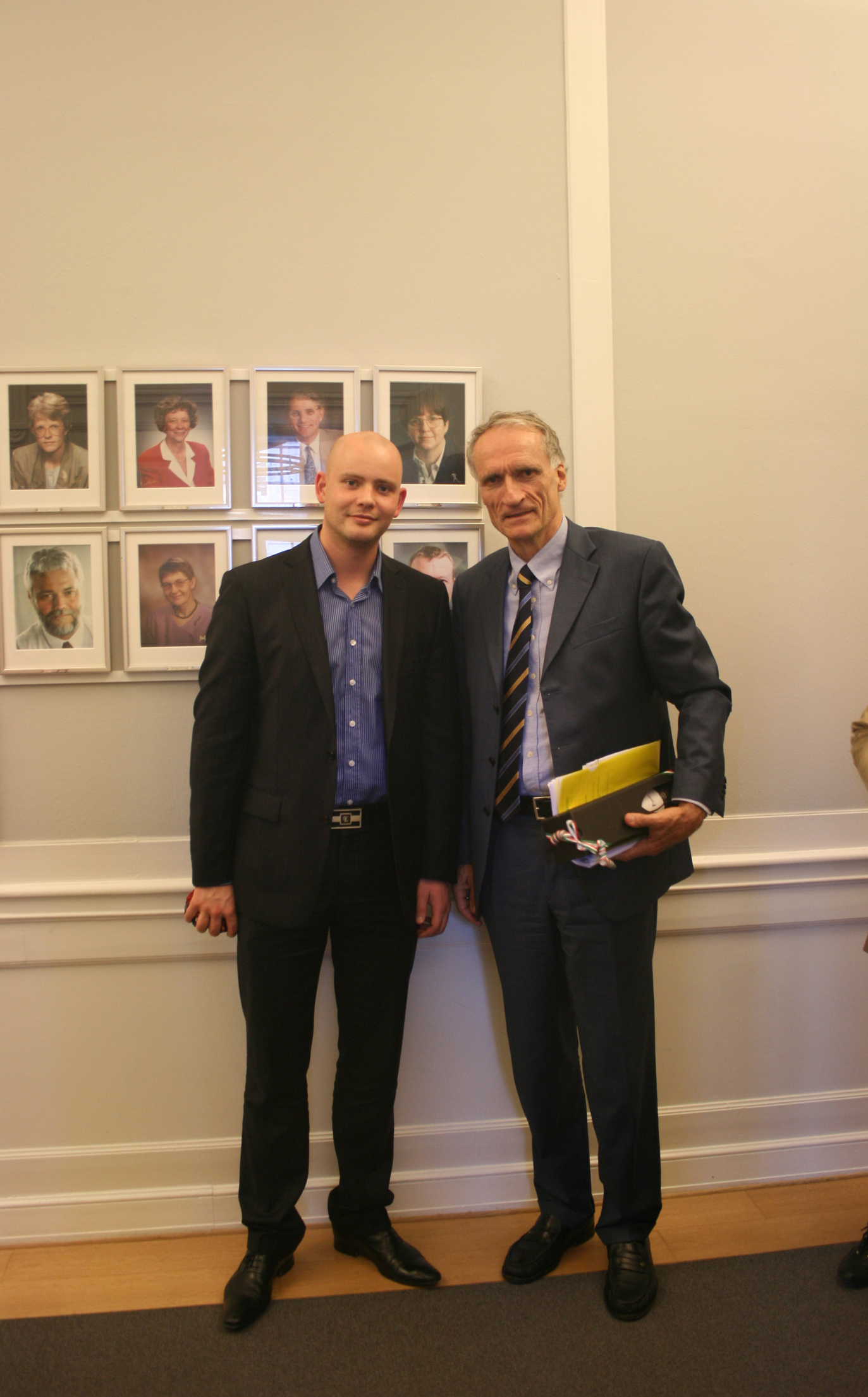
Бертель Гордер (праворуч) разом із міністром культури Данії Якобом Енгель-Шмідтом

Міністерство вперше виникло 2001 року шляхом злиття Міністерства внутрішніх справ і Міністерства охорони здоров'я після приходу до влади першого уряду Андерса Фог Расмуссена. Тоді воно проіснувало до 23 листопада 2007 р., коли в результаті формування нового уряду за підсумками парламентських виборів 2007 р. було розділене. Того разу було засновано окреме Міністерство охорони здоров'я та профілактики, тоді як внутрішні справи було об'єднано з колом діяльності Міністерства соціальних справ під дахом нового Міністерства соціального захисту, яке пізніше дістало назву Міністерство внутрішніх і соціальних справ. 23 лютого 2010 року під час перестановок в уряді прем'єр-міністра Ларса Люкке Расмуссена міністерство відновили шляхом передачі сфери внутрішніх справ до Міністерства охорони здоров'я та виділення соціальних питань у самостійне Міністерство соціальних справ. 3 жовтня 2011 року зі вступом на посади уряду Гелле Торнінг-Шмідт питання внутрішніх справ було передано новоствореному Міністерству економіки та внутрішніх справ, а решту міністерства було перетворено на Міністерство охорони здоров'я та профілактики. 15 грудня 2022 року міністерство було відновлено вдруге.
У 2001—2007 роках міністром Міністерства внутрішніх справ і охорони здоров'я був Ларс Люкке Расмуссен. Після відновлення міністерства в 2010 році новим міністром внутрішніх справ і охорони здоров'я став Бертель Гордер.